# Agelasta lacteostictica
Agelasta lacteostictica es una especie de escarabajo longicornio del género Agelasta, categorizada en la tribu Mesosini, de la subfamilia Lamiinae. Fue descrita por Breuning en 1960.

## Descripción
Mide 16-17,5 mm de longitud.

## Distribución
Se distribuye por Filipinas.